# Percussieslot

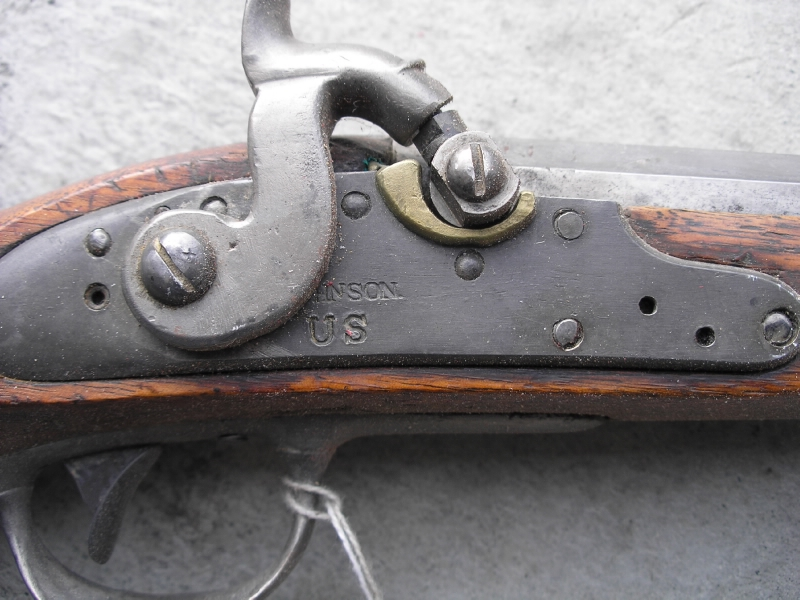
Het slot van een naar het percussiestelsel omgebouwd vuursteengeweer. De schoorsteen bevindt zich op de plaats van de afgevijlde kruitpan; de haan is vervangen door een hamer.

Een percussieslot of slagslot (Engels: Percussion lock, Duits: Perkussionsschloss) was een ontstekingsmechanisme voor een vuurwapen. Het was de algemene opvolger van het vuursteenslot. Het eerste bruikbare percussieslot werd omstreeks 1810 uitgevonden.

## Werking
Een percussieslot heeft een hamer, soms haan genoemd, die bij het overhalen van de trekker op een slaghoedje of een slagpijpje slaat. De explosieve stof in het slaghoedje (de slagsas) veroorzaakt een kleine steekvlam die door een gat in de loop (het zundgat) schiet en daar de aldaar aanwezige kruitlading ontsteekt. Hierdoor gaat het schot af.

## Geschiedenis

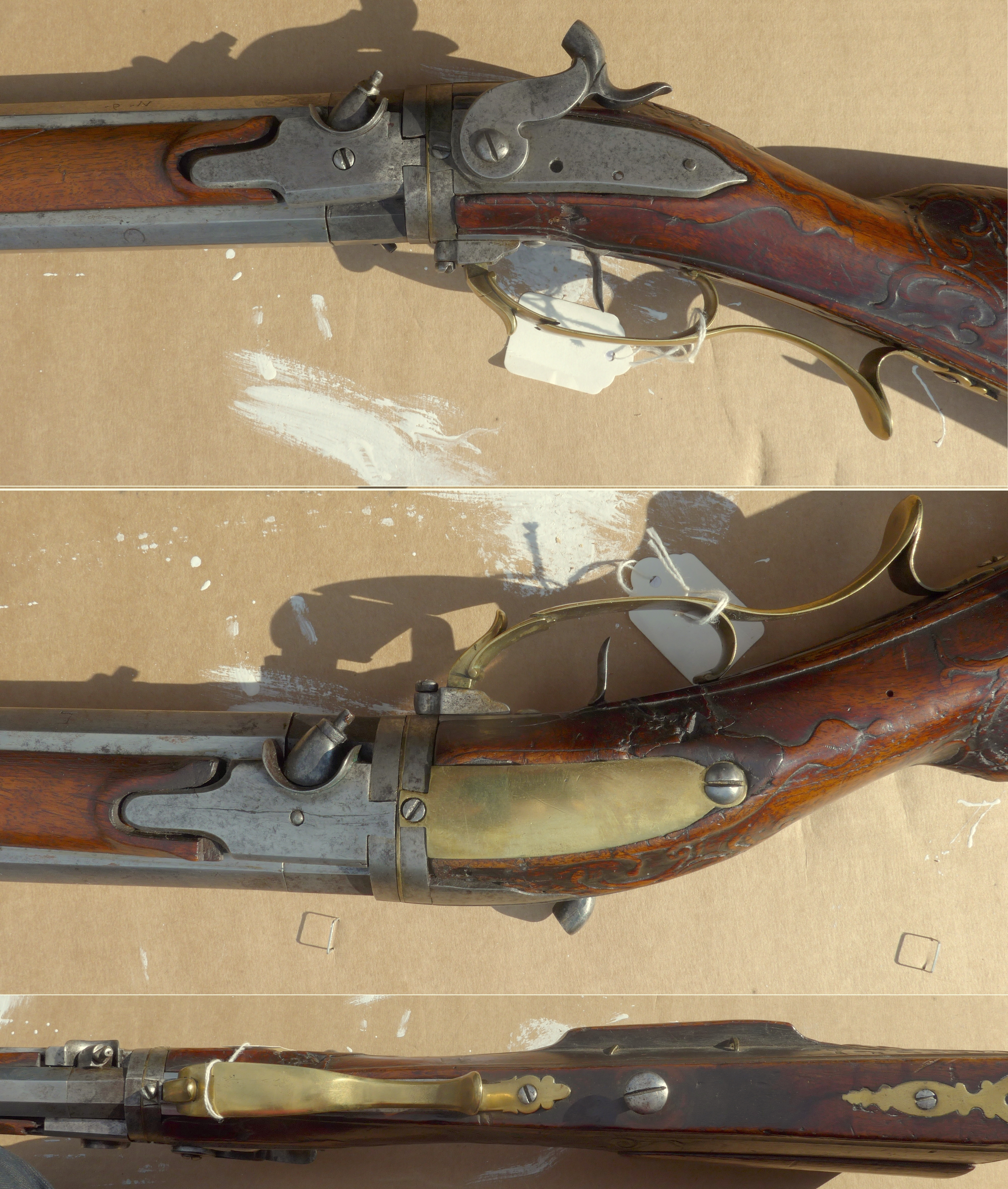
Dubbel percussieslot voor jachtgeweer met omkeerbare dubbelloop

Het vuursteenslot was van de tweede helft van de zeventiende eeuw tot ver in de negentiende eeuw het standaard ontstekingsmechanisme voor vuurwapens. Het systeem had echter zijn nadelen. Bij regen kon het kruit in de kruitpan nat worden waardoor het schot niet afging. Ook was het handmatig laden van de kruitpan een kwetsbaarheid; te veel of te weinig kruit in de pan kon betekenen dat de vlam niet door het zundgat schoot waardoor het schot "met een sisser afliep".
Omstreeks 1800 experimenteerden enkele geleerden met kwikfulminaat als vervanger voor buskruit. Deze proeven waren niet succesvol omdat kwikfulminaat veel te krachtig bleek, maar de Schot Alexander John Forsyth ontwikkelde er een knalpoeder uit die hij als ontstekingslading gebruikte voor zijn jachtgeweer, in plaats van pankruit. Dit had voordelen bij de jacht, omdat het schot onmiddellijk afging in plaats van na een fractie van een seconde, zoals met normaal buskruit. In de jacht kon dat een groot verschil betekenen.
Het knalpoeder (slagsas genoemd) werd in pil-, buis- of schijfvorm geproduceerd en in enkele experimentele percussiesloten ingezet. De meest bruikbare vorm bleek het slaghoedje te zijn; een koperen of messing kapje waar een kleine hoeveelheid slagsas in werd geperst. Dit slaghoedje werd op een schoorsteen geplaatst die uitkwam in de kamer van de loop, waar het kruit en de lading zich bevonden. De eerste percussiesloten met slaghoedje verschenen omstreeks 1816, maar het duurde tot in de jaren 30 en 40 voor deze in de Europese (en Amerikaanse) krijgsmachten werden ingevoerd. Er werden nieuwe wapens ontwikkeld, maar meestal werden de bestaande vuursteenpistolen, -karabijnen en -geweren omgebouwd naar het percussiestelsel. Hierbij werd de haan vervangen door een hamer en werd de kruitpan weggevijld. Ten slotte werd er een schoorsteentje in de loop, of op de plek van de (voormalige) kruitpan geplaatst.
Het percussiestelsel bleef in gebruik tot en met de jaren 60 van de negentiende eeuw, waarna het werd vervangen door systemen met een slagnaald of slagpin en een eenheidspatroon, waarbij het niet meer nodig was om het wapen met los kruit, de lading en een slaghoedje te herladen voor elk schot.

## Trivia
- Klappertjespistolen werken volgens het percussieprincipe van hamer en slaghoedje met slagsas.
- De eerste revolvers waren percussierevolvers; de cilinders van deze wapens moesten via de voorzijde worden geladen met los kruit en de lading en aan de achterzijde worden voorzien van een slaghoedje.